# Boussac-Bourg
Boussac-Bourg település Franciaországban, Creuse megyében. Lakosainak száma 687 fő (2022. január 1.). Boussac-Bourg Boussac, Bussière-Saint-Georges, Leyrat, Malleret-Boussac, Saint-Marien, Saint-Pierre-le-Bost és Saint-Silvain-Bas-le-Roc községekkel határos.

## Népesség
A település népességének változása:
| Lakosok száma | 887  | 892  | 899  | 789  | 767  | 748  | 717  | 695  | 692  | 687  |
|               | 1968 | 1982 | 1990 | 2006 | 2013 | 2015 | 2017 | 2019 | 2020 | 2022 |